# Mete Gazoz
Mete Gazoz (Istanbul, 8 giugno 1999) è un arciere turco, vincitore della medaglia d'oro nella gara individuale ai Giochi di Tokyo 2020 e di quella di bronzo a squadre ai giochi di Parigi 2024. È stato alfiere della Turchia alla cerimonia d'apertura dell'edizione francese, assieme alla pugile Busenaz Sürmeneli.

## Palmarès
- Giochi olimpici

Tokyo 2020: oro nell'individuale.
Parigi 2024: bronzo a squadre maschili.